# Грудзинская, Оксана Аркадьевна
Окса́на Арка́дьевна Грудзи́нская (28 июля 1923, Москва — 11 января 2024) — украинская художница декоративного и монументального искусства, Заслуженный художник УССР (1990), член Национального союза художников Украины.

## Биография
В 1947 году окончила Московский институт декоративного и прикладного искусства, её педагогами по специальности были известные художники Александр Дейнека, Роберт Фальк. Дипломной работой молодой художницы стало керамическое панно «Украинские танцы».
С августа 1947 года работала в Экспериментальных мастерских художественной керамики Института архитектуры АСиА УССР под руководством Н. И. Фёдоровой. Более 20 лет художница создавала многообразные панно, вставки, расписные тарелки, вазы и кувшины. Декоративные вазы и блюда Оксаны Грудзинской графически чёткие, краски росписей сдержанные и лаконичные.
С начала 1970-х годов Оксана Грудзинская работала в комбинате монументального и декоративного искусства Художественного фонда Украины. Выполнила ряд заказов керамических панно, мозаичное панно.
Работала преподавателем на кафедре керамики Института декоративно-прикладного искусства и дизайна им. М. М. Бойчука в Киеве.
Скончалась 11 января 2024 года на 101-м году жизни.

## Творчество
- Майоликовая декоративная посуда.
- Оформление станций метро «Крещатик» (1960, творческая группа: архитектор М. С. Коломиец, технолог Н. И. Федоровой, художница О. А. Грудзинская, исполнитель А. Г. Шарай)

## Изображения

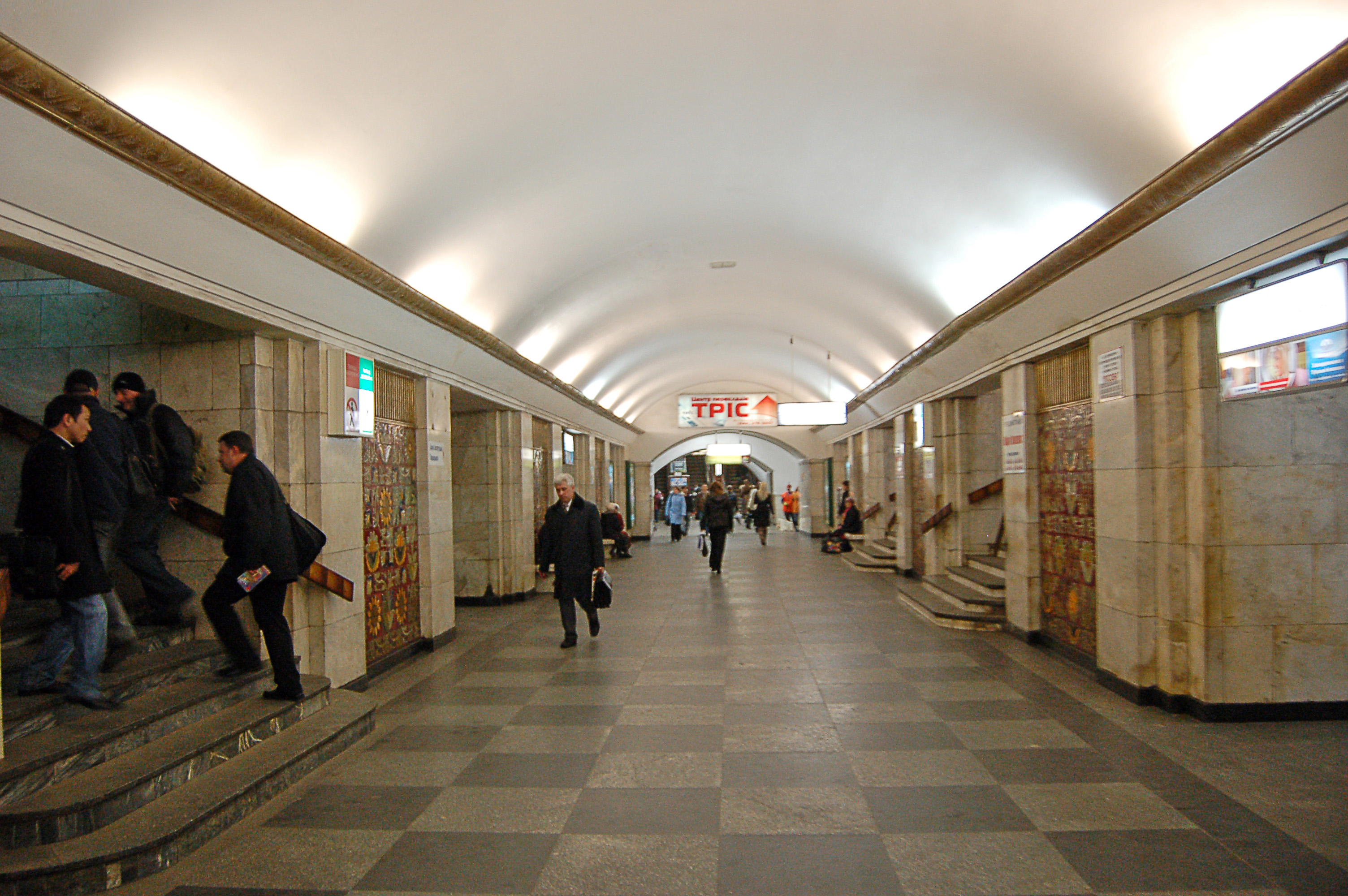
Станция метро «Крещатик»
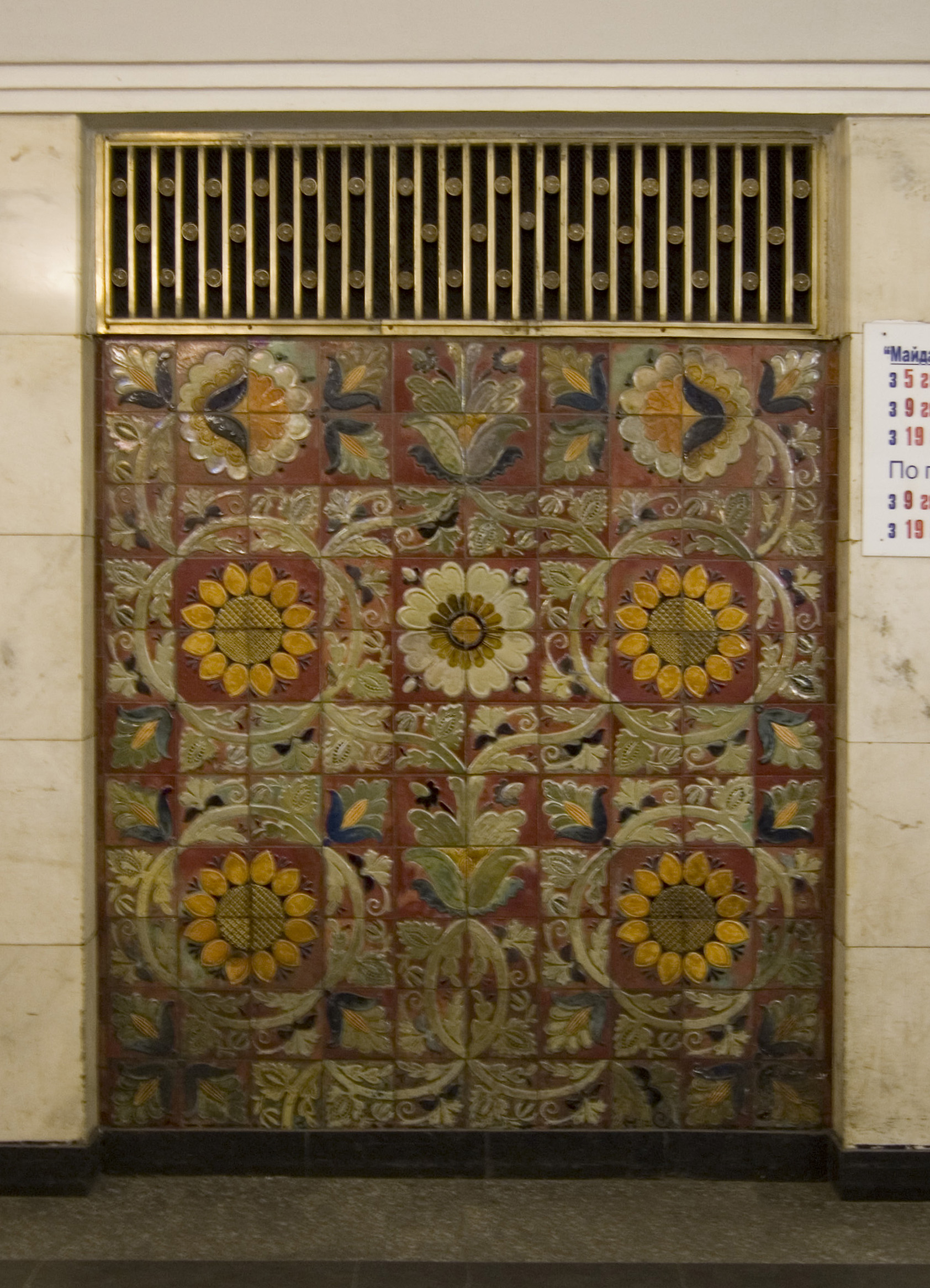
Майоликовые панно на станции метро «Крещатик»